# Двухлинейные макрели
Двухлинейные макрели (лат. Grammatorcynus) — род лучепёрых рыб семейства скумбриевых отряда скумбриеобразных. Пелагические рыбы. Максимальная длина тела 112 см. Распространены в Индо-Тихоокеанском регионе.

## Описание
У двухлинейных макрелей тело вытянутое, несколько сжато с боков, покрыто мелкой циклоидной чешуёй. Рот небольшой, край верхней челюсти доходит до вертикали, проходящей через середину глаза. На обеих челюстях около 20—30 мелких тонких зубов конической формы. Есть мелкие зубы на нёбных костях, сошнике и языке. На первой жаберной дуге 14—24 жаберных тычинок. Имеется 2 спинных плавника. В первом спинном плавнике 11—13 колючих лучей, а во втором 10—12 мягких лучей. Позади второго спинного и анального плавников пролегает ряд из 6—7 мелких дополнительных плавничков. Грудные плавники короткие, с 22—26 мягкими лучами. Брюшной межплавниковый отросток маленький и нераздвоенный. В анальном плавнике 11—13 мягких лучей. По обе стороны хвостового стебля пролегает длинный медиальный киль и 2 небольших киля по бокам от него ближе к хвостовому плавнику. Количество позвонков 31, из которых 17 в хвостовом отделе позвоночника. Две боковые линии. Первая тянется от жаберной крышки до киля на хвостовом стебле. Вторая начинается за грудными плавниками на уровне третьего шипа спинного плавника, идёт вдоль брюха и соединяется с первой на уровне последнего дополнительного плавничка. Плавательный пузырь есть. Верхняя часть тела голубовато-зелёного цвета с металлическим оттенком. Брюхо серебристо-белое с золотистым оттенком .

## Классификация
В составе рода выделяют два вида
- Grammatorcynus bicarinatus (Quoy & Gaimard, 1825) — Крупночешуйная двухлинейная макрель[1]
- Grammatorcynus bilineatus (Rüppell, 1836) — Обыкновенная двухлинейная макрель